# 聚丙烯醯胺凝膠
聚丙烯醯胺凝膠（Polyacrylamide Gel，簡稱PAAG或PAG），是實驗室常用來作凝膠電泳的材料。以此材料進行電泳的名稱為PAGE(Polyacrylamide Gel Electrophoresis)。

丙烯酰胺分子結構

PAAG此物質是透明且呈粘稠狀，當中主要成分為水，聚丙烯酰胺佔其中5%。而聚丙烯酰胺是由丙烯酰胺單體經過加成聚合反應所產生出來。

## 类型
聚丙烯酰胺阴离子（Anionic Polyacrylamide, APAM）
阴离子聚丙烯酰胺具有较高的吸水能力，通常用于水处理、污水沉淀、絮凝和矿业行业的泥浆沉降等应用。其分子链上的阴离子官能团有助于吸引带正电荷的悬浮颗粒，促进颗粒聚集形成絮体。然而，由于其化学性质，阴离子PAM一般不用于生成凝胶材料。
聚丙烯酰胺阳离子（Cationic Polyacrylamide, CPAM）
阳离子聚丙烯酰胺具有正电荷，通常用于处理含有负电荷的悬浮物质，特别是在污水处理、造纸行业和污泥脱水中。阳离子PAM的吸水性和凝胶形成能力较弱，通常不用于生成凝胶材料，但适合于污泥和其他带负电荷物质的处理。
聚丙烯酰胺中性离子（Nonionic Polyacrylamide, NPAM）
中性聚丙烯酰胺因缺乏电荷而具有独特的物理性质，适用于要求较高粘度的环境，如纺织印染、土壤保水剂等。中性PAM可与交联剂（如多价金属离子）结合形成凝胶，广泛应用于石油钻探、隧道施工等需要水凝胶的场景。与其他离子型PAM相比，中性PAM更适合用于凝胶材料的生成。

## 應用在隆胸整型手術上
亦有人使用作隆胸整型手術用途，聚丙烯醯胺凝膠的隆胸沒有乳房植體，好處是無需開刀，可以直接注射入乳房，從而達致隆胸的效果。PAAG在隆胸上的應用尚未經過美國食物及藥品管理局的嚴密測試；另一方面，香港的整型外科醫生指這種物料有致癌的可能性，所以不應該再使用，但是這項說法至今在國際上沒有得到科學證實。
而這種手術，在廣東省和香港都曾出現過問題。有香港婦女在上海做完手術之後引致乳房發炎含膿，而需要把一邊乳房切除。另外，在香港亦有整型醫生指出有求診者在不合法的美容院做過手術後，由於注射位置出錯，使凝膠沿著淋巴腺或血管游走至胸腔或身體其他地方。所以現時在深圳的整型外科醫院都已停止這種手術，改為使用手術為求診者植入矽酮。不過在中國其他地方，這種手術仍然很普遍。